# Siparau
Siparau is een bestuurslaag in het regentschap Padang Lawas van de provincie Noord-Sumatra, Indonesië. Siparau telt 468 inwoners (volkstelling 2010).